# Chanias internationella flygplats
Chanias internationella flygplats "Ioannis Daskalogiannis" (IATA: CHQ, ICAO: LGSA) är en internationell flygplats. Den är belägen i närheten av Soudabukten på den grekiska ön Kreta.

## Flygbolag och destinationer
| Flygbolag                          | Destinationer                                                                                                  |
| ---------------------------------- | --- |
| Aegean Airlines                    | Aten, Thessaloniki                                                                                             |
| Austrian Airlines                  | Säsong: Graz, Linz, Wien                                                                                       |
| Azerbaijan Airlines                | Baku |
| Blue Air                           | Larnaca |
| Condor                             | Säsong: Düsseldorf, Frankfurt, Stuttgart                                                                       |
| EasyJet                            | Säsong: London-Gatwick                                                                                         |
| Air Serbia (Trafikeras av Aviolet) | Säsong: Belgrad                                                                                                |
| Jetairfly                          | Säsong: Bryssel                                                                                                |
| Luxair                             | Säsong: Luxemburg                                                                                              |
| Norwegian Air Shuttle              | Säsong: Oslo                                                                                                   |
| Olympic Air                        | Aten, Thessaloniki                                                                                             |
| Thomson Airways                    | Säsong: London-Gatwick, Manchester                                                                             |
| Transavia.com                      | Säsong: Amsterdam                                                                                              |
| TUIfly Nordic                      | Säsong: Billund, Göteborg, Helsingfors, Halmstad, Köpenhamn, Malmö, Oslo, Stockholm-Arlanda, Stockholm-Skavsta |